# Plecotus teneriffae
Вухань канарський (Plecotus teneriffae) — вид рукокрилих родини Лиликові (Vespertilionidae).

## Поширення
Країни проживання: Іспанія (Канари). Мешкає на висоті від 100 до 2300 м над рівнем моря.

## Стиль життя
Літні колонії зазвичай складаються з 10–30 самиць (максимальна записана кількість 37). Зимові кластери, як правило, невеликі (10 тварин) і вид часто лаштує усамітнені сідала в цю пору року. Він дуже пов'язаний з лісовим середовищем проживання (хвойні та змішані ліси), хоча іноді харчується в більш відкритих і посушливих районах. Раціон складається в основному з метеликів. Сідала лаштує у вулканічних трубах, печерах і щілинах в покинутих будівлях. Цей вид, як вважається, веде малорухливий спосіб життя.

## Морфологія
Довжина голови й тіла: 46-57 мм, довжина хвоста від 46 до 52 мм і довжини передпліччя від 40 до 46 мм. Трохи більший, ніж два європейські види, Plecotus auritus і Plecotus austriacus. Їх шерсть спини, вух, обличчя та крилових мембран незмінно забарвлені в темно-сірий колір; живіт набагато світліший. Вуха мають довжину від 39 до 41 мм.